# Gran Premio del Cine Brasileño a la Mejor actriz de reparto
El Gran Premio del Cine Brasileño a la Mejor Actriz de Reparto es un premio otorgado por la Academia Brasileña de Cine en honor a las actrices que trabajan en la industria y son consideradas la mejor actriz secundaria del año. Las ganadoras son elegidas por actores y actrices miembros de la Academia. 
Los años de premiación corresponde al año de realización de la ceremonia, aunque las películas premiadas sean lanzadas durante el año anterior. 
En la fase para elegir a la ganadora, las interpretaciones más destacadas son elegidas por el consejo de la academia, por medio de una contraseña para el voto electrónico. En la etapa de nominación y premiación, el voto es secreto. Y es auditado por la firma PwC.

## Introducción

### Actrices más premiada
- 3 premios: Laura Cardoso.

### Actrices más nominadas
- 5 nominaciones: Andrea Beltrão, Alice Braga, Leandra Leal.
- 4 nominaciones: Laura Cardoso, Dira Paes.
- 2 nominaciones: Sandra Corveloni, Maeve Jinkings, Cássia Kis Magro, Ángela Leal, Júlia  Lemmertz, Drica Moraes, Zezé Motta, Fabíula Nascimento, Simone Spoladore.

## Ganadoras y nominadas

### Década de 2020
| Edición             | Actriz           | Película         | Papel |
| ------------------- | ---------------- | ---------------- | ----- |
| 2020 18.a edición   |                  |                  |       |
| Fernanda Montenegro | A vida invisível | Euridice Gusmao  |       |
| Sônia Braga         | Bacurau          | Domingas         |       |
| Bárbara Santos      | A vida invisível | Filomena         |       |
| Karine Teles        | Bacurau          | Maria Cavalcanti |       |
| Alli Willow         | Bacurau          | Kate             |       |

### Década de 2010
| Edición             | Actriz                                      | Película             | Papel |
| ------------------- | ------------------------------------------- | -------------------- | ----- |
| 2019 17.a edición   |                                             |                      |       |
| Adriana Esteves     | Benzinho                                    | Sônia                |       |
| Laura Cardoso       | Encantados                                  | Avó Pocaru           |       |
| Sandra Corveloni    | 10 segundos para vencer                     | Angelina             |       |
| Marjorie Estiano    | Paraíso perdido                             | Milene               |       |
| Fernanda Montenegro | O beijo no asfalto                          | Matilde              |       |
| Gilda Nomacce       | As boas maneiras                            | Gilda                |       |
| 2018 16.a edición   |                                             |                      |       |
| Sandra Corveloni    | Da Glória e a Graça                         | Graça                |       |
| Clarisse Abujamra   | Como os Nossos Pais                         | Clarice Fabri        |       |
| Camilla Amado       | Redemoinho                                  | Bibica               |       |
| Letícia Colin       | Entre Irmãs                                 | Lindalva             |       |
| Ana Lucia Torre     | Bingo – O rei das manhãs                    | Marta Mendes         |       |
| 2017 15.a edición   |                                             |                      |       |
| Laura Cardoso       | De Onde Eu Te Vejo                          | Yolanda              |       |
| Andréa Beltrão      | Sob pressão                                 | Ana Lucia            |       |
| Alice Braga         | Entre idas e vindas                         | Sandra               |       |
| Sophie Charlotte    | BR716                                       | Gilda                |       |
| Maeve Jinkings      | Aquarius                                    | Ana Paula Amorim     |       |
| Maeve Jinkings      | Boi Neon                                    | Galega               |       |
| 2016 14.a edición   |                                             |                      |       |
| Camila Márdila      | Que Horas Ela Volta?                        | Jéssica Ferreira     |       |
| Georgiana Góes      | Casa grande                                 | Lia                  |       |
| Leandra Leal        | Chatô, o rei do Brasil                      | Lola                 |       |
| Fabíula Nascimento  | Operações Especiais                         | Rosa                 |       |
| Karine Teles        | Que Horas Ela Volta?                        | Bárbara Bragança     |       |
| 2015 13.a edición   |                                             |                      |       |
| Thalita Carauta     | O lobo atrás da porta                       | Betty                |       |
| Alice Braga         | Os amigos                                   | Júlia                |       |
| Fabíula Nascimento  | Não pare na pista                           | Lygia Souza          |       |
| Glória Pires        | Irmã Dulce                                  | Dulce Maria de Souza |       |
| Zezé Polessa        | Irmã Dulce                                  | Dulcinha de Souza    |       |
| 2014 12.a edición   |                                             |                      |       |
| Bianca Comparato    | Somos tão jovens                            | Carmem Teresa        |       |
| Sandra Corveloni    | Somos Tão Jovens                            | Carminha             |       |
| Ângela Leal         | Bonitinha, mas Ordinária                    | Dona Berta           |       |
| Ana Marlene         | Cine Holliúdy                               | Mãe                  |       |
| Alexandra Richter   | Minha mãe é uma peça: O Fflme               | Iesa Amaral Leite    |       |
| 2013 11.a edición   |                                             |                      |       |
| Ângela Leal         | Febre do rato                               | Larissa              |       |
| Leandra Leal        | Boca                                        | Silvia               |       |
| Andréa Beltrão      | Os Penetras                                 | Laura II             |       |
| Zezé Motta          | Gonzaga: de pai pra filho                   | Priscila             |       |
| Dira Paes           | Sudoeste                                    | Conceição            |       |
| 2012 10.a edición   |                                             |                      |       |
| Drica Moraes        | Bruna Surfistinha                           | Larissa              |       |
| Fabiana Karla       | O palhaço                                   | Tonha                |       |
| Cássia Kis Magro    | Bróder                                      | Dona Sônia           |       |
| Fabíula Nascimento  | Bruna Surfistinha                           | Janine               |       |
| Dira Paes           | Estamos Juntos                              | Leonora              |       |
| 2011 9.a edición    |                                             |                      |       |
| Cássia Kis Magro    | Chico Xavier                                | Iara                 |       |
| Denise Fraga        | As melhores coisas do mundo                 | Camila               |       |
| Elke Maravilha      | A suprema felicidade                        | Avó                  |       |
| Tainá Müller        | Tropa de élite 2                            | Clara                |       |
| Leandra Leal        | Insolação                                   | Liuba                |       |
| Roberta Rodrigues   | 5x favela - Agora por nós mesmos            | Renata               |       |
| 2010 8.a edición    |                                             |                      |       |
| Denise Weinberg     | Salve geral                                 | Ruiva                |       |
| Leandra Leal        | Se nada mais der certo                      | Georgina             |       |
| Drica Moraes        | Os Normais 2 - A noite mais maluca de todas | Silvinha             |       |
| Dira Paes           | A festa da menina morta                     | Diana                |       |
| Fernanda Torres     | A mulher invisível                          | Lúcia                |       |

### Década de 2000
| Edición                         | Actriz                                  | Película                  | Papel |
| ------------------------------- | --------------------------------------- | ------------------------- | ----- |
| 2009 7.a edición                |                                         |                           |       |
| Júlia Lemmertz                  | Meu nome não é Johnny                   | Mãe                       |       |
| Clarisse Abujamra               | Chega de saudade                        | Rita                      |       |
| Andréa Beltrão                  | Romance                                 | Fernanda                  |       |
| Alice Braga                     | Blindness                               | Mulher dos óculos escuros |       |
| Zezé Motta                      | Deserto Feliz                           | Dona Vaga                 |       |
| 2007/08 6.a edición             |                                         |                           |       |
| Sílvia Lourenço                 | O cheiro do ralo                        | Viciada                   |       |
| Alice Braga                     | O cheiro do ralo                        | Ģarconete Dois            |       |
| Marcélia Cartaxo                | Baixio das bestas                       | Ceiça                     |       |
| Hermila Guedes                  | Baixio das bestas                       | Dora                      |       |
| Simone Spoladore                | O ano em que meus pais saíram de férias | Bia Stern                 |       |
| 2006 5.a edición                |                                         |                           |       |
| Paloma Duarte                   | 2 filhos de Francisco                   | Zilú                      |       |
| Lúcia Alves                     | Bendito Fruto                           | Telma                     |       |
| Andréa Beltrão                  | O coronel e o lobisomem                 | Dona Bébé                 |       |
| Interpretação feminina coletiva | Doutores da alegria                     | –                         |       |
| Júlia Lemmertz                  | Jogo subterrâneo                        | Laura                     |       |
| Mariana Lima                    | Árido Movie                             | Verinha                   |       |
| Dira Paes                       | Mulheres do Brasil                      | Júlia                     |       |
| Camila Pitanga                  | Bendito Fruto                           | Choquita                  |       |
| 2005 4.a edición                |                                         |                           |       |
| Laura Cardoso                   | O outro lado da rua                     | Patolina                  |       |
| Andréa Beltrão                  | Cazuza - O tempo não pára               | Malu                      |       |
| Eliane Giardini                 | Olga                                    | Eugenie Gutmann Benário   |       |
| Leandra Leal                    | Cazuza - O tempo não pára               | Bebel Gilberto            |       |
| Dira Paes                       | Noite de São João                       | Joana                     |       |
| 2004 3.a edición                |                                         |                           |       |
| Luana Piovani                   | O homem que copiava                     | Marinês                   |       |
| Leona Cavalli                   | Carandiru                               | Dina                      |       |
| Natália Lage                    | O homem que copiava                     | Érica                     |       |
| Beatriz Segall                  | Desmundo                                | Dona Brites               |       |
| Virginia Cavendish              | Lisbela e o Prisioneiro                 | Inaura                    |       |
| 2003 2.a edición                |                                         |                           |       |
| Mariana Ximenes                 | O Invasor                               | Marina                    |       |
| Alice Braga                     | Ciudad de Dios                          | Angélica                  |       |
| Malu Mader                      | O Invasor                               | Cláudia/Fernanda          |       |
| Graziella Moretto               | Ciudad de Dios                          | Marina Cintra             |       |
| Renata Sorrah                   | Madame Satã                             | Vitória dos Anjos         |       |
| 2002 1.a edición                |                                         |                           |       |
| Laura Cardoso                   | Copacabana                              | Salma                     |       |
| Cláudia Abreu                   | O Xangô de Baker Street                 | Baronesa Maria Luiza      |       |
| Cássia Kis Magro                | Bicho de sete cabeças                   | Meire                     |       |
| Irene Ravache                   | Amores possíveis                        | Mãe                       |       |
| Simone Spoladore                | Lavoura Arcaica                         | Ana                       |       |